# محمية سريبارنا الطبيعية

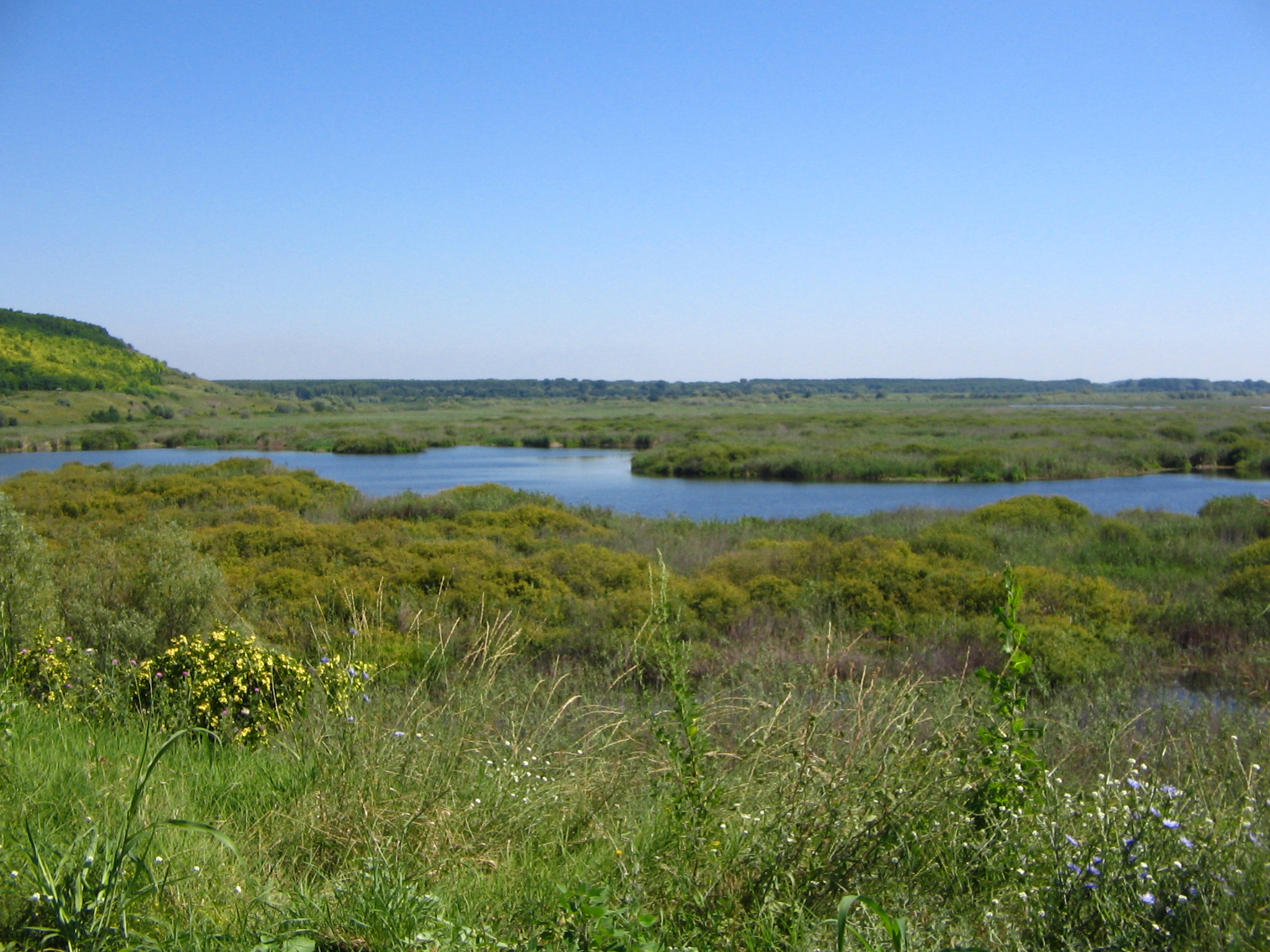
محميّة سريبارنا الطبيعية

تتألف محميّة سريبارنا الطبيعية من بحيرة من المياه العذبة متاخمة لنهر الدانوب تمتّد على مساحة تفوق 600 هكتار. وتأوي حوالى 100 جنس من الطيور النادرة أو المهددة بالإنقراض بمعظمها والتي تلجأ إلى هذا المكان لتتكاثر. كما يجد 80 صنفاً آخر من الطيور ملاذاً آمناً له في هذه البحيرة خلال هجرته الشتائية. ومن أبرز أجناس الطيور الموجودة، البجع الدلماسي وغراب الليل الرمادي وأبو منجل والملاعقي الأبيض.

## روابط خارجية
- Official UNESCO website entry
- Lake Srebarna - virtual tour
- Pelican Lake Environmental Project Centre
- Life in Srebarna
- danubemap.eu